# Pfriemsdorf
Pfriemsdorf ist ein Ortsteil der Stadt Südliches Anhalt im Landkreis Anhalt-Bitterfeld in Sachsen-Anhalt.
Der Ort gehört zur Ortschaft Großbadegast und liegt etwa einen Kilometer südöstlich von Kleinbadegast sowie etwa sechs Kilometer südöstlich von Köthen (Anhalt). Westlich verläuft die B 183, am östlichen Ortsrand fließt der Pfriemsdorfer Graben.
Pfriemsdorf besaß einen Haltepunkt an der 1946 stillgelegten Dessau-Radegast-Köthener Bahn. Im Ort befindet sich die ehemalige Gaststätte „Zollstock“.